# Hapalotremus
Hapalotremus es un género de arañas migalomorfas de la familia Theraphosidae. Son originarias de Sudamérica.  

## Taxonomía
De acuerdo con el catálogo mundial de arañas (en inglés: World Spider Catalog) se conocen las siguientes especies:
| Especie                  | Autor                                                          | Distribución | Descripción         | Imagen |
| ------------------------ | -------------------------------------------------------------- | ------------ | ------------------- | ------ |
| Hapalotremus albipes     | Simon, 1903                                                    | Bolivia      | Es la especie tipo. |        |
| Hapalotremus apasanka    | Sherwood, Ferretti, Gabriel & West, 2021                       | Perú         |                     |        |
| Hapalotremus carabaya    | Ferretti, Cavalllo, Chaparro, Ríos-Tamayo, Seimon & West, 2018 | Perú         |                     |        |
| Hapalotremus chasqui     | Ferretti, Cavalllo, Chaparro, Ríos-Tamayo, Seimon & West, 2018 | Argentina    |                     |        |
| Hapalotremus chespiritoi | Ferretti, Cavalllo, Chaparro, Ríos-Tamayo, Seimon & West, 2018 | Perú         |                     |        |
| Hapalotremus hananqheswa | Sherwood, Ferretti, Gabriel & West, 2021                       | Perú         |                     |        |
| Hapalotremus kaderkai    | Sherwood, Ferretti, Gabriel & West, 2021                       | Perú         |                     |        |
| Hapalotremus kuka        | Ferretti, Cavalllo, Chaparro, Ríos-Tamayo, Seimon & West, 2018 | Bolivia      |                     |        |
| Hapalotremus major       | (Chamberlin, 1916)                                             | Perú         |                     |        |
| Hapalotremus marcapata   | Ferretti, Cavalllo, Chaparro, Ríos-Tamayo, Seimon & West, 2018 | Perú         |                     |        |
| Hapalotremus martinorum  | Cavallo & Ferretti, 2015                                       | Argentina    |                     |        |
| Hapalotremus munaycha    | Ferreti et al., 2024                                           |              |                     |        |
| Hapalotremus perezmilesi | Ferretti, Cavalllo, Chaparro, Ríos-Tamayo, Seimon & West, 2018 | Perú         |                     |        |
| Hapalotremus vilcanota   | Ferretti, Cavalllo, Chaparro, Ríos-Tamayo, Seimon & West, 2018 | Perú         |                     |        |
| Hapalotremus yuraqchanka | Sherwood, Ferretti, Gabriel & West, 2021                       | Bolivia      |                     |        |